# Verband der Agenturen für Film, Fernsehen und Theater
Der Verband der Agenturen für Film, Fernsehen und Theater (VdA) ist ein rechtsfähiger Verein mit Sitz in Berlin und ein Interessenverband von Agenturen, die Künstler und Autoren in den Branchen Film, Fernsehen und Theater im deutschsprachigen Raum vertreten.
Der Verein wurde 1998 von 16 Agenturen in Berlin gegründet und umfasst zurzeit 40 Agenturen (Stand: 1. Juli 2025), die über 1900 Künstler und Autoren vertreten. Der VdA versteht sich zudem als berufsständische Interessenvertretung und hat das Ziel, die Qualität der Arbeit der Mitgliedsagenturen zu sichern und zu steigern.
Für den Bereich der Schauspielagenturen ist der Verein einer von mehreren Verbänden in Deutschland. Daneben gibt es den Verband Deutscher Schauspieler-Agenturen und den Verband deutscher Nachwuchs-Agenturen (VdNA). Seit 2012 ist der VdA außerordentliches Mitglied in der Spitzenorganisation der Filmwirtschaft e. V. (SPIO).
Im Mai 2018 beteiligte sich der Verband an der Einrichtung der Themis-Vertrauensstelle gegen sexuelle Belästigung und Gewalt.